# امامزاده قاضی
امامزاده قاضی مربوط به سده‌های میانی و متاخر دوران پس از اسلام است و در شهرستان طالقان، روستای حسن جون سیدآباد واقع شده و این اثر در تاریخ ۱۲ بهمن ۱۳۸۱ با شمارهٔ ثبت ۷۲۴۴ به‌عنوان یکی از آثار ملی ایران به ثبت رسیده‌است.